# Narcisse Théophile Patouillard
Narcisse Théophile Patouillard (Macornay, Jura, 2 de julho de 1854 — Paris, 30 de março de 1926) foi um farmacêutico e um eminente micólogo francês.